# Parque Avellaneda
Parque Avellaneda est un des quarante-huit quartiers de Buenos Aires.